# Heteropoda annulipoda
Heteropoda annulipoda är en spindelart som beskrevs av Embrik Strand 1911. Heteropoda annulipoda ingår i släktet Heteropoda och familjen jättekrabbspindlar. Inga underarter finns listade i Catalogue of Life.